# كورثالسية
كورثالسية (الاسم العلمي: Korthalsia)، جنس نباتات عنقودية مُزهرة من فصيلةالنخلية، ينتشر في جنوب شرق آسيا. وهو نوع مختص من الالرتان، حيث تُعرف بعض أنواعه بعلاقةٍ وثيقةٍ بالنمل، ومن هنا جاء اسمه الشائع "رتان النمل". هذا الجنس، المتسلق عاليًا والمُزوَّد بالأشواك، سُميَّ نسبةً إلى عالم النبات الهولندي بي. دبليو. كورثالس الذي جمعه لأول مرة من إندونيسيا.